# Tarachidia heonyx
Tarachidia heonyx là một loài bướm đêm trong họ Noctuidae.